# Гварнери, Джузеппе Джованни Баттиста
Джузеппе Джованни Баттиста Гварнери (25 ноября 1666, Кремона — 1739/1740, Кремона) — итальянский мастер изготовления смычковых инструментов.

## Биография
Младший сын Андреа Гварнери. Работал в мастерской отца около 20 лет, которую получил в наследство в 1698 году. 4 января женился на Барбаре Франки. Из шести его сыновей двое — Пьетро и Джузеппе («дель Джезу») — продолжили дело отца.
Изготовлял скрипки, виолы, виолончели. Сначала комбинировал форму модели отца и Николо Амати, позже подражал манере своего сына Джузеппе Гварнери («дель Джезу»), использовал желтый лак с коричневым (иногда — рубиново-красным) оттенком.